# Acalypha pallescens
Acalypha pallescens é uma espécie de flor do gênero Acalypha, pertencente à família Euphorbiaceae.